# Граняно
Граня̀но (на италиански: Gragnano) е град и община в Южна Италия, провинция Неапол, регион Кампания. Разположен е на 141 m надморска височина. Населението на общината е 29 719 души (към 2010 г.).